# The Harvard Lampoon

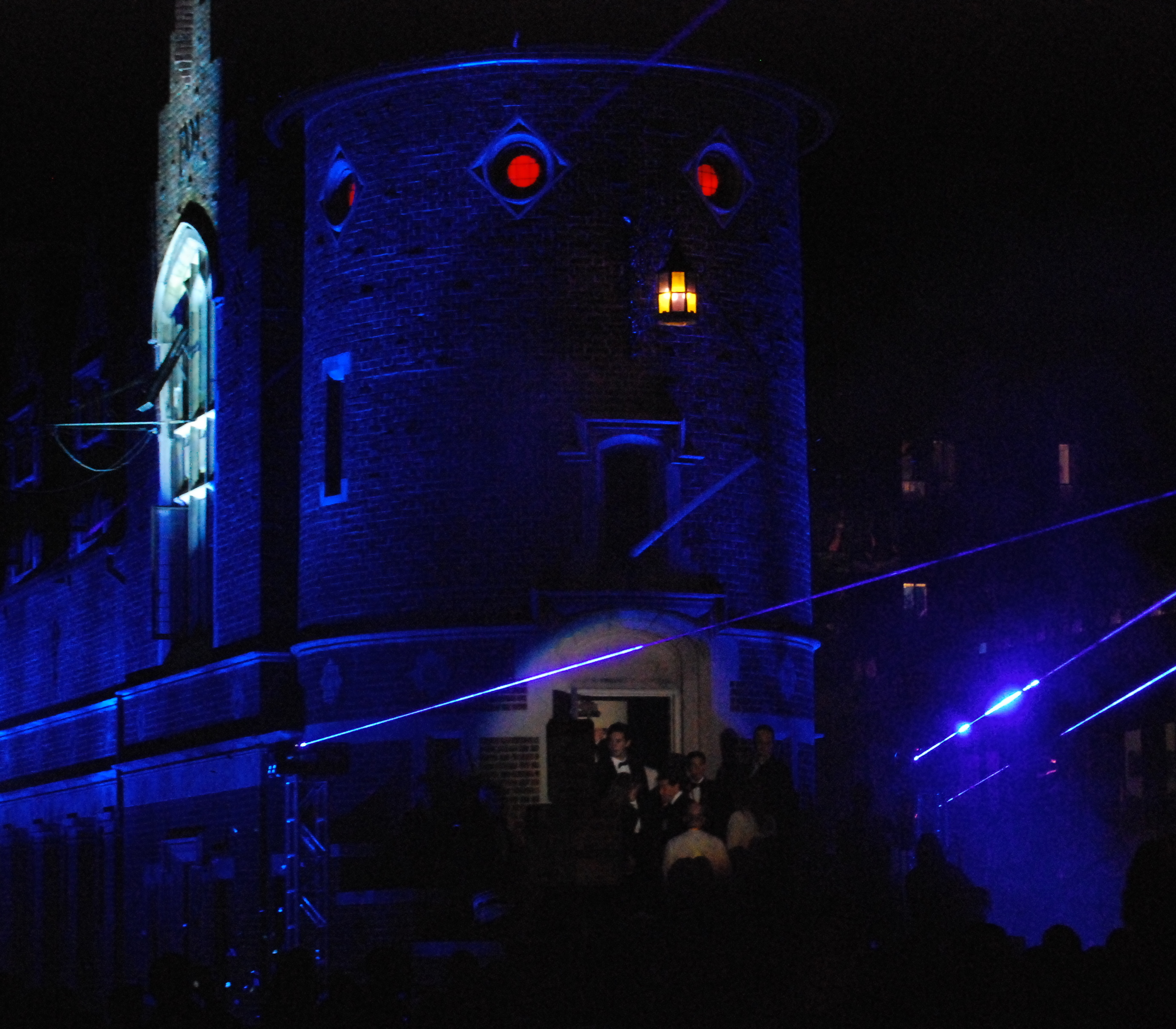
Здание журнала Гарвардский пасквилянт

The Harvard Lampoon (Гарвардский пасквилянт) — студенческий юмористический журнал и общественная организация, основанная в 1876 году в Гарвардском университете в Кембридже, штат Массачусетс.

## История
Основанный в 1876 году Гарвардский пасквилянт является наиболее старым непрерывно издающимся англоязычным юмористическим журналом. Журнал основан Джоном Тайлером Уилрайтом и шестью его сокурсниками по образцу английского юмористического журнала Панч. Организация также выпускает юмористические книги и пародии на общенациональные журналы, такие как Entertainment Weekly и Sports Illustrated.
Гарвардский пасквилянт является значимым выразителем американского юмора начиная с конца 1960-х годов. Важный этап для журнала начался, когда редакторы Дуглас Кенни и Генри Бёрд написали книгу-пародию Пластилин колец (Bored of the Rings, 1969). Успех этой книги и внимание, которое она принесла её авторам привели к созданию журнала National Lampoon. В работе журнала Гарвардский пасквилянт также участвовали такие, ставшие позже известными авторы, как Джордж Плимптон, Джордж Сантаяна и Джон Апдайк. Знаменитости часто посещают Гарвардский пасквилянт становясь почетными членами организации.
Журнал публикуется пять раз в год. В 2006 году Гарвардский пасквилянт начал регулярно размещать материалы на своем веб-сайте, в том числе отрывки из журнала. В 2009 году журнал опубликовал пародию на книгу «Сумерки» под названием Nightlight.